# Clip (armas de fogo)
Stripper clips de resina fenólica 
da carabina suíça K31.
Um clip, originalmente um termo da língua inglesa e aportuguesado para clipe, sendo que no Brasil, um clipe municiado, é popularmente chamado de "pente", é um dispositivo, introduzido em 1885 por Ferdinand Mannlicher, usado para armazenar vários cartuchos de munição juntos como uma unidade para, assim, inseri-los no carregador ou no cilindro de uma arma de fogo. Isso acelera o processo ao carregar a arma de fogo de vários tiros de uma única vez, em vez de inserir ('cartuchos soltos') de um de cada vez (ver: Tiro único). Existem vários tipos, a maioria feitos de folha de metal barato, destinados a serem descartáveis, embora sejam frequentemente reutilizados.

## Utilização
O uso do clip acelera o processo de carregamento e recarregamento da arma, pois várias munições podem ser carregados de uma única vez, em vez de uma por uma.
Existem vários tipos diferentes de clips, a maioria dos quais feitos de chapas estampadas de metal barato nos quais os cartuchos se encaixam, projetados para ser descartáveis, embora sejam muitas vezes reutilizados.
Não se deve confundir "carregadores" destacáveis com "clips". A diferença de definição é que os clips são usados para carregar compartimentos internos da arma, enquanto os "carregadores" são usados para alimentar cartuchos na ação.

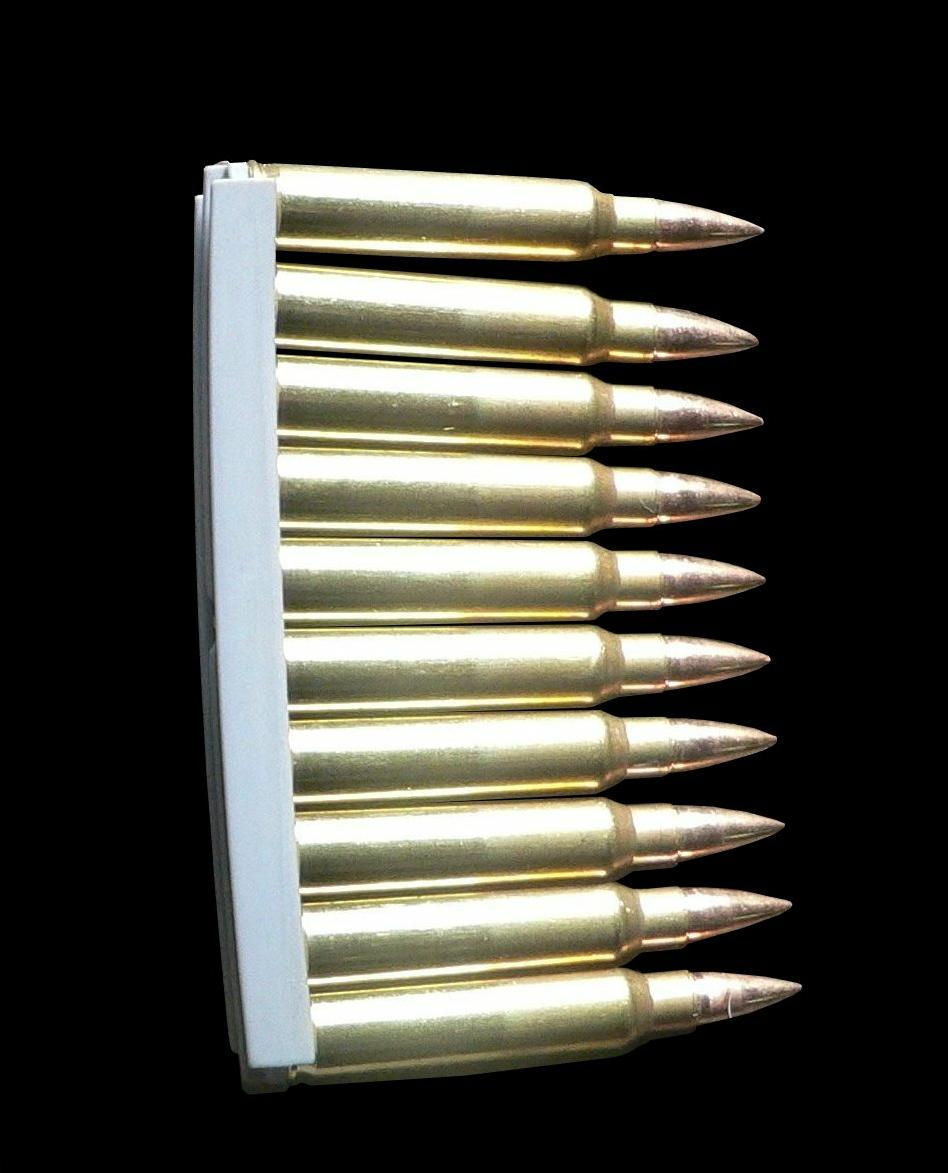
Um típico pente de munições.
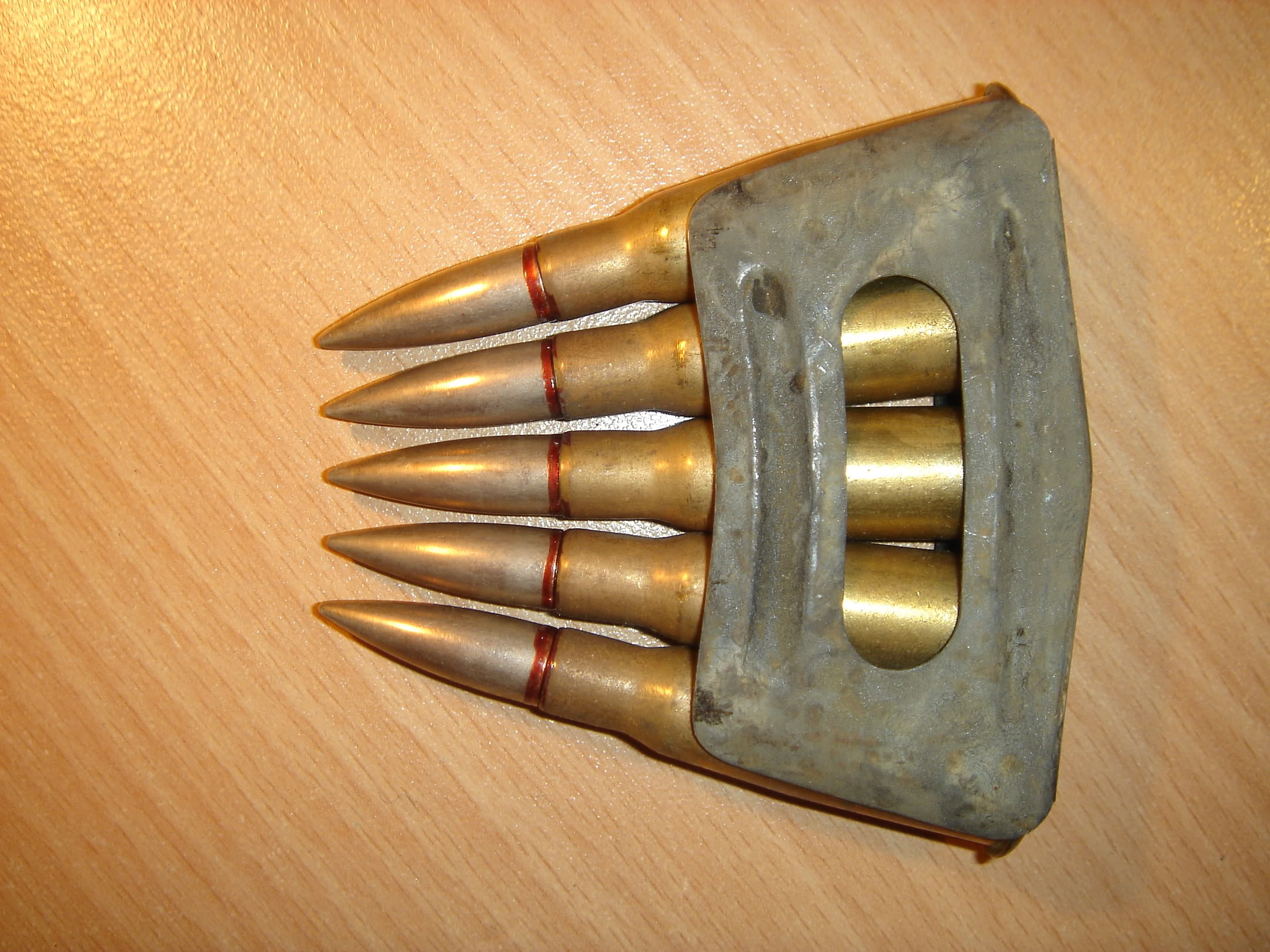
Um clip do tipo "em bloco" para o fuzil RSC M1917 com 5 cartuchos calibre 8×50mmR Lebel.
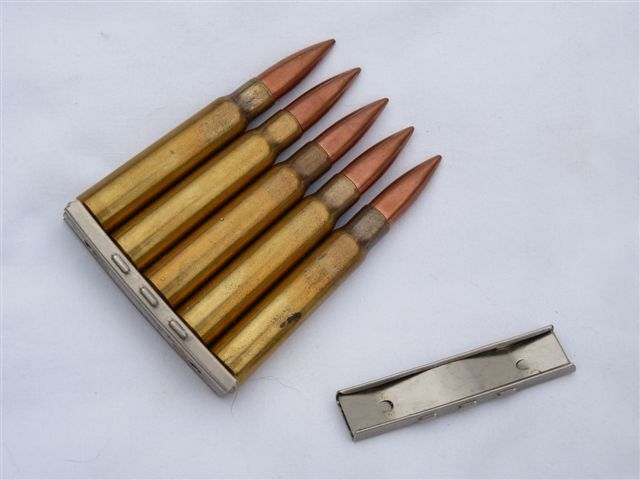
Dois clips do tipo "stripper" para o cartucho calibre 7,92×57mm Mauser, um municiado e outro vazio.

Eles, geralmente, são utilizados em fuzis mais antigos cujos carregadores de caixa são integrados internamente no corpo da arma.
No Brasil, utiliza-se Pente, no contexto de armas de fogo, é o termo utilizado na língua portuguesa para designar um tipo específico de carregador (conhecido como clip), sendo um tipo de speedloader que mantém vários cartuchos (geralmente entre 5 e 10) juntos em uma única unidade para carregamento mais fácil e rápido de um carregador de caixa integrado de armas de fogo.

## Variantes
Os tipos mais conhecidos de clips são:
- Em bloco ("en bloc") - termo cunhado por Ferdinand Mannlicher
- Em tira ("stripper") - apesar de mais simples, surgiu depois
- Speedloader e Moon clip - para revólveres

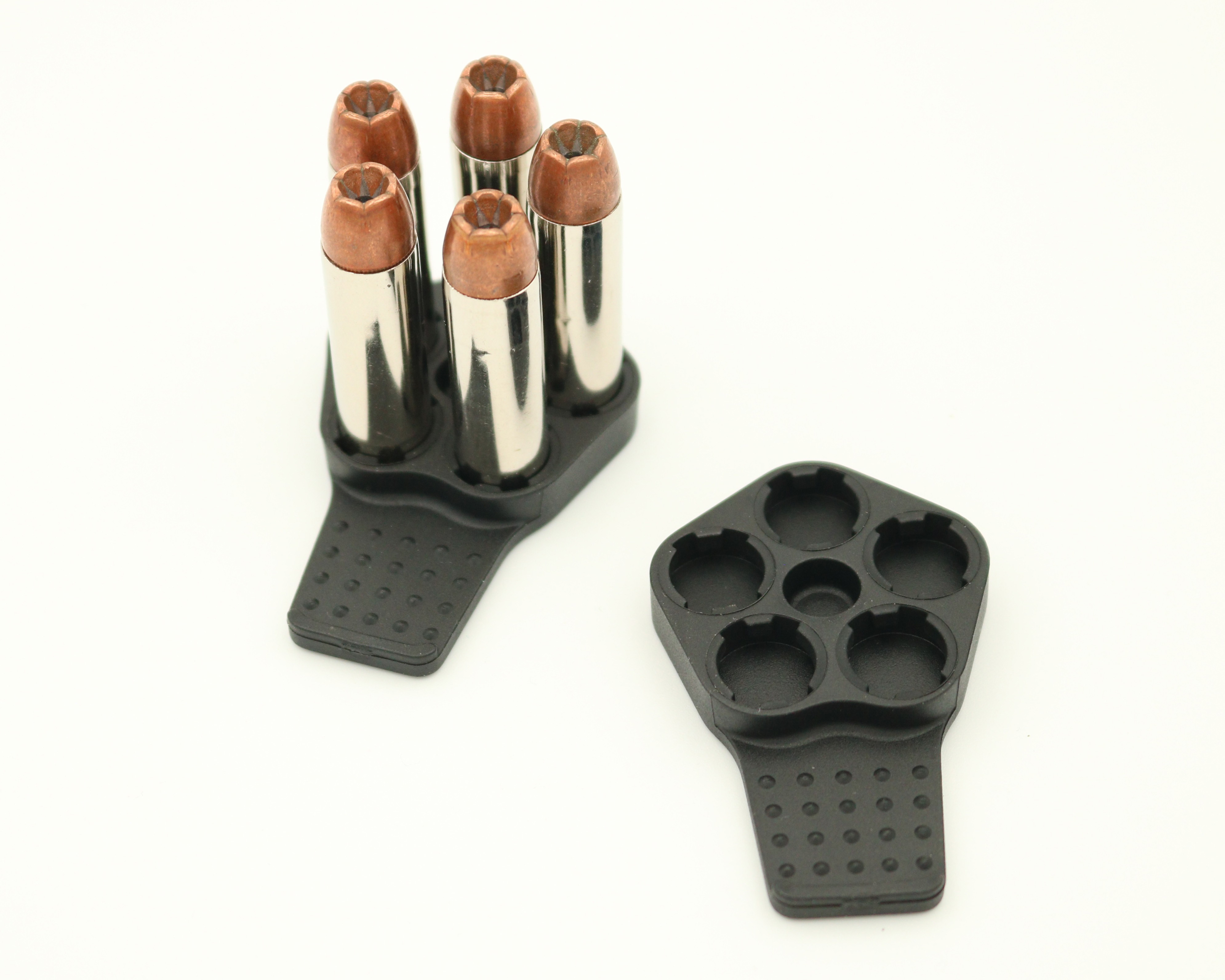
Speedloader para cinco munições.
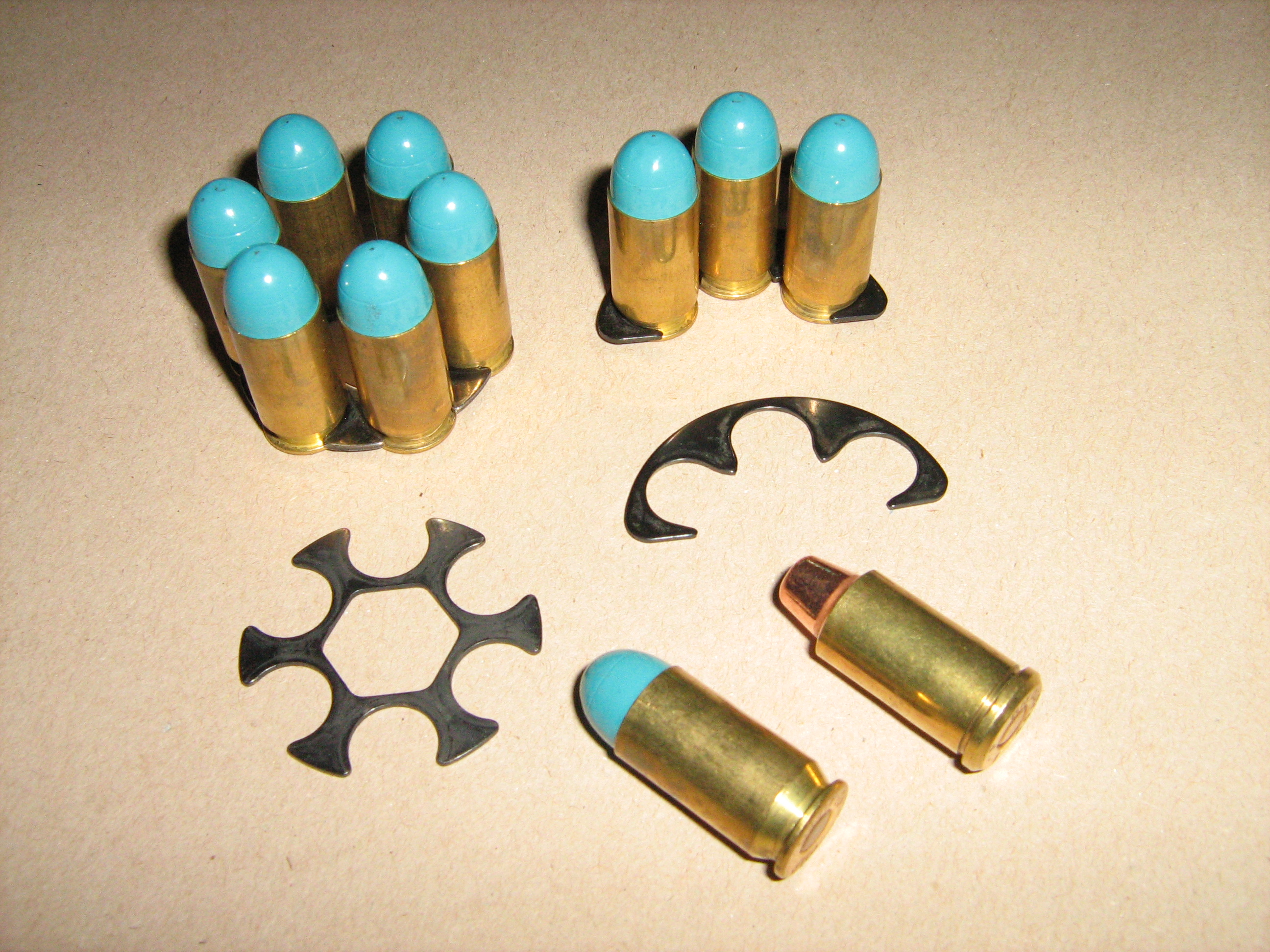
Um clipe mais exótico para revólveres conhecido como "moon clip", inicialmente usado no "M1917 Revolver".

## Galeria

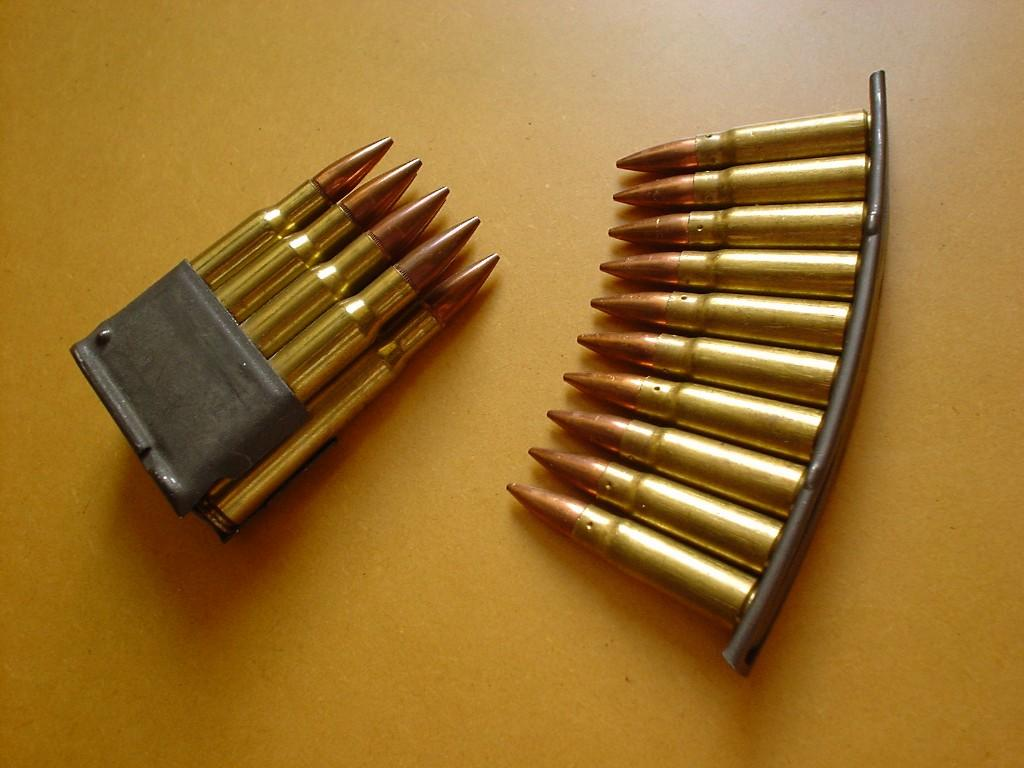
Um clipe M1 Garand em bloco (à esquerda) comparado com um clipe "stripper" SKS (à direita).
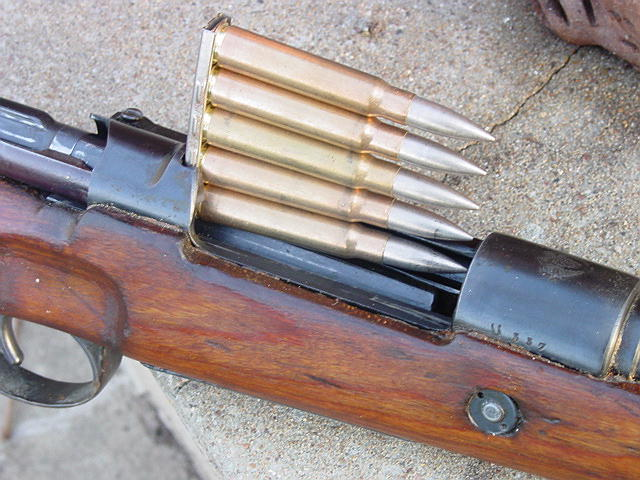
Carregando um fuzil Karabiner 98k calibre 7,92×57mm Mauser com um clipe "stripper" de cinco tiros.
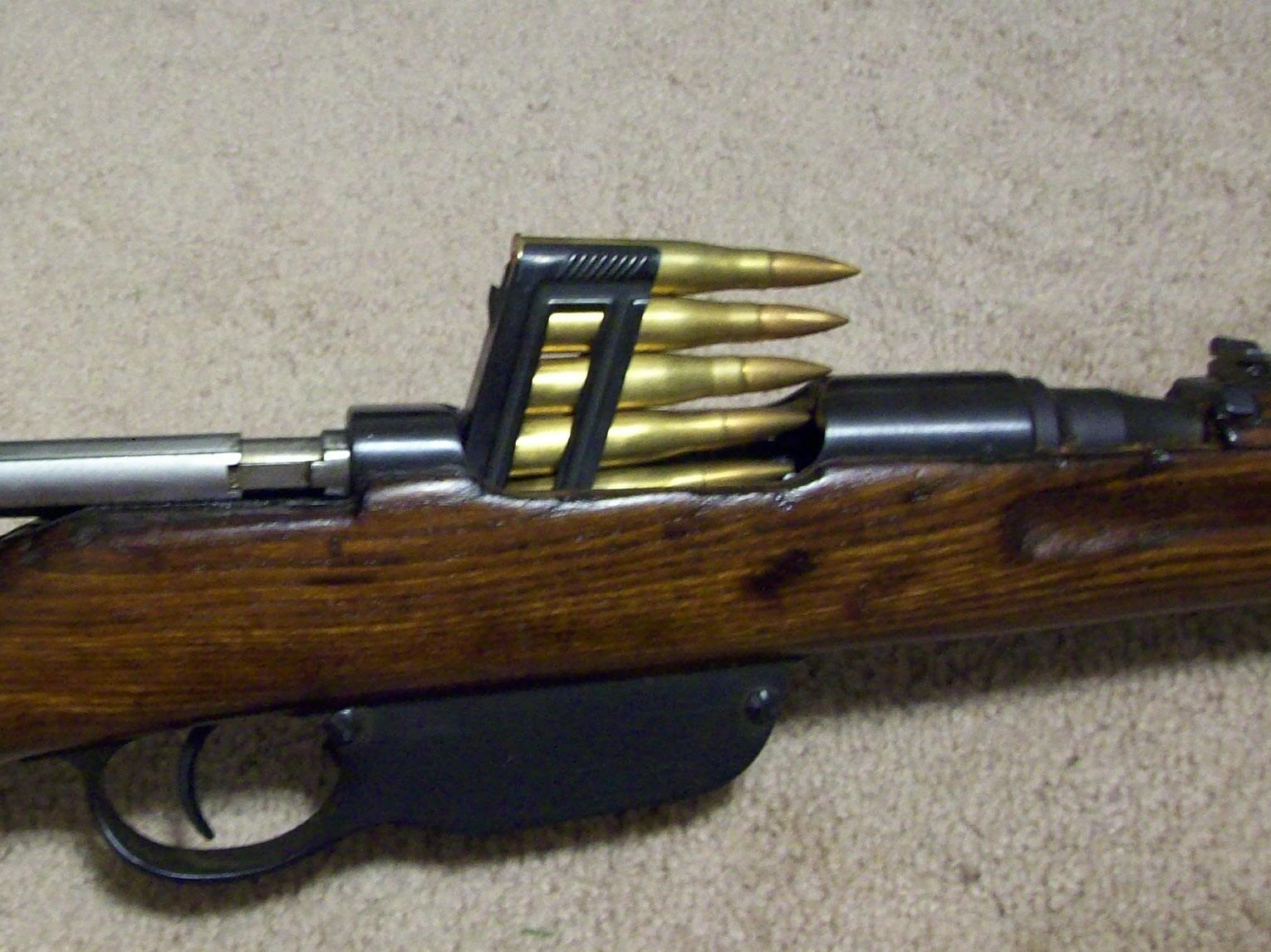
Um clipe em bloco calibre 8×56mmR é inserido em uma carabina Steyr M95.
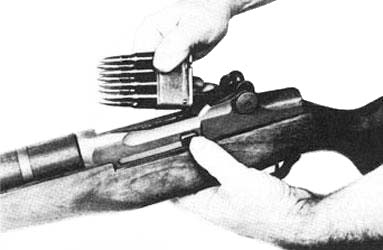
Clip do tipo "em bloco" sendo inserido no "carregador interno" de um fuzil M1 Garand